# 外送理論

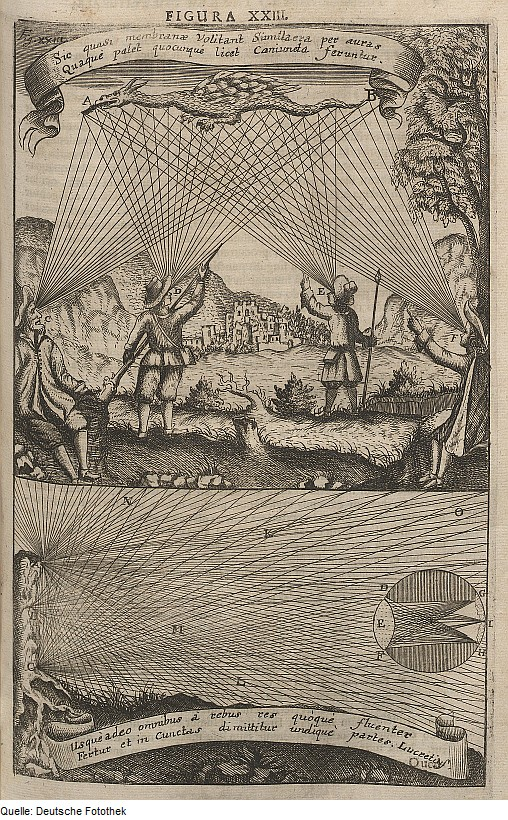
外送理論の図示。眼から発射された線が物にぶつかっている。

外送理論（がいそうりろん、英: Emission theory, Extramission theory）とは、科学史の用語で、視覚論の類型の一つ。内送理論（英: Intromission theory）と対になる用語。これらの用語は、古代ギリシアの影響の強かった地域や時代（古代ギリシア・ローマ、中世アラビア語圏、中世後期から近代初期のヨーロッパ）の視覚論や光学の歴史を論じるときに用いられることが多い。ただし、内送理論/外送理論以外の分類もしばしば用いられる。
内送理論は、外部から眼への流入物を受動的に受けとった結果として、視覚を説明する。現代の視覚論は、光の流入によって視覚を説明するので、この分類では内送理論である。
それに対して、眼から放たれる放出物に中心的な役割を担わせる様々な理論を、まとめて外送理論という。例えばプトレマイオスの理論では、「視線」（英: Visual Ray）とよばれる光に似た射線が円錐状に眼から放出されるとする。一方、ストア派やガレノスは、神経系の情報伝達を担う「プネウマ」が眼から放出されるとする。前者の「視線」は視覚対象まで届くが、後者は空気に働きかけ、あまり遠くまでは飛ばない。いずれの理論においても、最終的には視覚対象から眼に「色」が流入することで視覚が成立するとしている。
このように、同じく外送理論に分類されても、眼からの放出物の内容や働きは様々で、視る対象まで放出物が届くことは必ずしも必要とされない。またほぼ全ての主要な理論は「内送」と「外送」の両方の要素を持ち、「光」にもある一定の役割が与えられている。
古代ギリシアには、エウクレイデス（ユークリッド）、ヘロン、プトレマイオスらの幾何学的な視覚論があったが、それらはある種の外送理論に基づいていた。彼らの理論は、測量や遠近法などの応用と結びついており、「視線」を光に置きかえて解釈すれば、現代の幾何光学の理論と一致する部分も多い。また、上述のガレノスは、本格的な生理学や解剖学の知見を初めて視覚論に取り入れた。ガレノスやストア派の外送理論は、幾何学者のそれとは異なる点が多かったが、ガレノスは両者を対立させずに併用していた。
外送理論に対抗して、デモクリトスやエピクロスなどの原子論者、そしてアリストテレスは、各々独自の内送理論を展開していた。しかし、どちらの理論も不合理な点があり、幾何学的な理論や解剖学などの個別的な学問分野との結びつきが弱く、現象の説明能力で劣った。また後者は細部に具体性が欠けており、アリストテレス派は現象の説明では外送理論に頼ることも多かった。
外送理論が優位な状況は中世に入っても続いた。現代の視覚論に繋がる、光の流入に基づく視覚論の端緒は、11世紀のイブン・ハイサムであった。彼はガレノスの解剖学やアリストテレスの感覚論も取り入れたが、特にプトレマイオスやキンディーの幾何学的な外送理論に大きな影響をうけた。「光学」を意味する英語opticsの語源は、視覚の幾何学的な理論を意味するギリシア語 ta optika である。 外送理論は、光による視覚論と一致する結論を導く場合も多く、この後も数世紀にわたり両者は共存する。
また、外送理論は伝統的な「邪視」の説とも結びついた。

## 外送理論による視覚の仕組み
外送理論では、眼からの流出物が主要な役割を果たす。アプレイウス（紀元2世紀）は、『弁明』第15章に同時代の視覚論として原子論の他に、３種類の外送理論を挙げる。
1. 眼からの放出物が視覚対象まで届き、その情報を獲得する。
2. 眼からの放出物は、視覚対象と眼の間の空気（あるいは水）に作用し、媒質を変容させ、視覚対象からの像の流入を媒介させる。
3. プラトンの視覚論（後述）。

１の例としては、エウクレイデス(ユークリッド)やプトレマイオスなどの幾何的な理論家、ピタゴラス派、そしてエンペドクレスが挙げられる。眼から光線のような射線が放出されるが、それが対象に達するだけで視覚が成立するわけではなく、物体から流出する何か（プトレマイオスの場合は「色」）が眼に届いて視覚が成立するとする場合が多かった。エウクレイデスは細い射線（「視線」）が円錐状に放出するとし、「視線」と「視線」の間には隙間を設定して視覚の明瞭さの説明に用いたが、プトレマイオスは「視線」の間の隙間を認めない。
2の例としては、ストア派やガレノスの「プネウマ」の放出の理論がある。彼らの理論では、プネウマは空気などの媒質に作用し、媒質が眼の延長として感覚器官のように働くとする。この変容した媒質は、対象物の像を運ぶ他、距離をも感じる力をもつ。例えば9世紀のガレノス派の医師フナイン・イブン・イスハークは2のタイプを支持して１のタイプを非とした。天体のような遠方に届く放出物を考えることは困難だからである。一方、２の理論では放出物が届く必要はなく、空気の変容が次々と伝わって視覚対象に行きつけばよいとした。
光は視覚の成立に必要な条件とされることが多かった。上記の１のタイプの論者のプトレマイオスは、視覚対象が照らされている必要があるとする一方、２の論者であるストア派やガレノスは、空気が活性化するために、プネウマに加えて光が必要であるとした。
ガレノスやストア派の理論は先行するプラトンの理論との類似が指摘されている：プラトンによれば、眼の放出物と太陽光が融合して、物体に働きかける。この働きかけによって生じた物体からの流出物は、「眼からの放出物＋太陽光」と相互作用し、「色」が生じて眼に流入する。眼からの放出物も対象からの流出物も、原子から構成されていて、それらの形状が相互作用を定めている。ストア派の理論もプラトンの理論も、ともに「眼からの放出物＋太陽光」の融合物を考える点で類似しているが、前者ではそれが円錐状に拡散するのに対し、後者では視覚対象に向かって真っすぐに伸びてゆく。
いずれの外送理論でも、触覚とのアナロジーがしばしば持ち出されて、眼からの放出物は盲人の杖に喩えられた。杖は一本ではなく多数同時に用い、対象物の表面を探る。ただし、プトレマイオスやガレノスなどの外送理論では、（内送理論に立つ）アリストテレスの知覚や認知の議論を取り入れて多少修正され、触覚との違いを明瞭に述べ、眼で「色」を受け取ったのち、心理学的なプロセスを経て視覚が成立する。例えばプトレマイオスの錯視の分析においては、錯視の原因をいくつかの階層に分類して詳しく論じている。

## 古代ギリシアの内送理論

### 原子論者
デモクリトスの説については解釈が大きく分かれる。エピクロスとルクレティウスは、物体から流出する「エイドラ　eidola」の効果で視覚を説明した。「エイドラ」は物質の表層から剥がれ落ちた原子の薄い層で、これが「収縮」して眼に流入する。つまり、「エイドラ」はいわば対象物の複製で、物体の形状や配置などが含まれている。それゆえ、「エイドラ」を取り込むと、対象が包括的に、かつ瞬時に認識されることになる。
遠方が不明瞭に見える現象、例えば「四角形の塔が、遠方より見た時に丸く見える」といったような現象は、「エイドラ」が伝搬の途中で崩れることで説明された。この問題は、ユークリッドやそれ以降の中世の視覚論でも、度々取り上げられた。
原子論者の視覚論に対する典型的な批判としては、山のように巨大なものの視覚の問題がある。そのように巨大なものの「エイドラ」が眼に入る程に収縮することが信じ難い上に、多数の観察者の眼に、各々都合よく縮小されて届くことへの違和感もあった。
また、エイドラが中途で拾い上げる空気の原子の分量で、対象までの遠近が分かるとされた。

### アリストテレス
アリストテレスの『霊魂論』『感覚と感覚されるもの』の視覚論は、詳細が現存する最古の包括的な視覚論である。彼は外送理論のみならずデモクリトスの説にも論駁し、物質的な「エイドラ」ではなく、対象の形相、特に「色」が空気などの透明な媒質を通って眼に流入するとした。この際、媒質の透明性が発揮されるためには、発光体で照らされている必要があるとした。アリストテレスの理論は、体系的な感覚論に特徴がある。
こういった色を視覚の第一義的な対象とする見解や感覚論は、外送論者であるガレノスやプトレマイオスも採用した。『感覚と感覚されるもの』には、他の視覚論についての批判が論じられ、フナインの「天体まで瞬時に届く放出物」への批判は既にここに見える。
アリストテレスはまた、闇(黒）と明（白）の様々な比率の融合で、色を説明した。この理論に基づき、アリストテレス派の『色について』では、色の混合や生成について非常に豊富で具体的に議論をしており、この色彩論は中世を通じて影響力を持つことになった。色彩心理学の祖である、ゲーテの色彩論にも影響した。
一方、アリストテレスの視覚論は、視覚の方向性についてあまり語っておらず、対象を小部分に分けて分析する視点もなく、配置、大小、遠近などの認識の説明に難があった。感覚の理論も、ほぼ枠組みの提示で終わっている。そして、具体的な問題の考察では、『気象論』『天体論』に見えるように、しばしば視線論に訴えている。アリストテレス派の『問題集』も、視覚に関係したテーマに関しては、視線論を採用した部分が多い。

## 視覚論の比較
現代の視覚論では、「光」が視覚を媒介する。エイドラや形相、または視線とは異なって、光は視覚対象とも観測者とも独立に存在して、独自の法則で動いている。視覚像は、この光から眼と脳・神経で生成したもので、すでに存在した「像」が外から運ばれてきたのではない。
これに対して、古代の原子論のエイドラは、視覚対象の複製であって、「像」をすでに含んでいる。よって、エイドラを取り込んだ瞬間に対象の状況が一挙に認識される。外送理論でも「エイドラ」ほどではないにせよ、対象の整った像は眼の外に既に存在していて、それが眼に取り込まれる。双方とも触覚とのアナロジーをとったことを含め、視覚の成立の仕組みは似た部分が多かった。視覚の性質の説明においても、例えば「遠方のものほど像が不鮮明になり、四角形の塔が丸く見えるのはなぜか」といった問題は度々取り上げられたが、原子論でもストア派の外送理論でも、長い空間を超える際の劣化で説明された。そして、眼に像が届いたときには、像そのものとは別に、距離についての情報も添付されて眼に入る。ただし、原子論の説明の方が機械論的であった。
一方、ユークリッドらの幾何学的な外送理論は、眼と対象の表面の各々の点を結ぶ線を考察することで、形状や方向、大きさなどの知覚の分析を可能になっており、様々な現象を緻密に説明することができた。だが、原子論者の理論は、これと結びつくことができなかった。ガレノスの理論については、幾何学的な理論と区別されることも多かったが、ガレノス自身は両者を併記して矛盾したものとはせず、9世紀のキンディーらも幾何学的な視覚論とガレノス的な議論をともに用いる。
原子論も外送理論空間も、視覚対象と眼の間の空間を超える仕組みの説明は困難がつきまとった。双方とも、現実にそのようなプロセスが起きうるのか疑問が消えることはなく、前者の場合はエイドラが眼に的確に収縮して届く仕組み、後者に対しては、放出物またはその影響が遠距離に及ぶことへの疑問が繰り返し取り上げられた。また、多数の物体を多数の観察者が見ている状況の説明は、どちらにとっても問題が残った。この際、互いに「エイドラ」や視線が干渉しないのか、という問題はどちらの理論にも付きまとう批判だった。

## 外送理論の変遷
プラトン以前の歴史は、断片的にしか追うことができない。しかし、ピタゴラス派や紀元前5世紀のエンペドクレスは外送理論をとったとされる。エンペドクレスは眼の機能をランタンとのアナロジーで説明する。つまり、内なる「火」が対象を照らして可視化しする。ただし、視覚の成立は、対象物からの流出するなにものかによる。この「内なる火」の概念はピタゴラス派にも共有され、プラトンにも引き継がれる。
対して、原子論者のデモクリトスは、物体から流出する「エイドラ」を用いた内送理論を展開する。アリストテレスも外送理論を厳しく批判し、独自の内送理論を打ち出すが、『気象論』第３巻や『天体論』では視線の理論を用いる。『気象論』の議論や『自然学』の記述から、このころ既に外送理論が幾何学的な理論と結びついていたことがわかる。ただし『気象論』には、後のユークリッドのような整備された理論の展開は見られない。
最古のまとまった幾何学的な視線理論は、紀元前3世紀ころ、エウクレイデス（ユークリッド）の著した『視学（光学）』『反射視学（反射光学）』である。当時の哲学的な視覚論としては、ストア派のプネウマに基づく外送理論、そして原子論者エピクロスの内送理論があった。
古代の幾何的な視線論の最高峰は、紀元2世紀のプトレマイオス『視学（光学）』だが、古代および10世紀以前の中世ではほとんど言及されていない。プトレマイオスと同時代の医師ガレノスは、本格的な解剖学や生理学の知見を始めて視覚論に取り込んだ。彼の理論は、論争相手のストア派のプネウマに基づく外送理論を修正したものである。プトレマイオスと異なり、古代や中世初期のアラビア語圏ですでに影響力があった。
プトレマイオスもガレノスも、アリストテレスの感覚論の影響を影響を受けていた。また、プトレマイオスも、神経系の役割への一定の理解があったようであり、ガレノスも、自らの視覚論と幾何学的な理論を不十分ながらも融和し、両者を対立させていない。
古代ローマ時代、数学的な学問や医学のほとんどはギリシア語でなされており、これらがラテン語に翻訳されるのは（若干の例外を除いて）中世の後半になってからである。一方、9世紀バクダットでの翻訳運動の結果、アリストテレスやエウクレイデス、ガレノスの文献はアラビア語圏に取り込まれた。医学に関しては、アリストテレスとガレノスが矛盾した場合、後者の見解が採用される場合が多く、知覚や思考は心臓ではなく、脳・神経系にあると考えられた。一方、自然学や魂論（霊魂論。知覚に関する議論は、ここに含まれる）は、基本的にアリストテレス的な理論が用いられた。また、数学的な学問については、各々の分野の巨匠が重んじられた。視覚論はこれらが交錯する分野であった。
内科医で翻訳者のフナイン・イブン・イスハークはガレノスの所論を整理して補完した。同時代の「アラブの哲学者」キンディーも、眼の構造や知覚の分析を交えて、内送理論を批判して外送理論を擁護した。そして、幾何学的な理論に新機軸を導入し、後のイブン・ハイサムの光を主体にした内送理論に影響を与えた。また、キンディーよりもアリストテレスの意図により忠実であったファーラービーも、『学問の枚挙』では視線理論を受け入れて視学（光学）の理論と応用を解説をしているが、同時に『有徳都市の住民がもつ見解の諸原理』では、アリストテレス的な視覚論を展開する。
また、イスラム思弁神学（カラーム,kalam）のムゥタズィラ学派は、独自の原子論に基づく自然学をもっており、懐疑論者に反論するために知覚の理論を整備していた。彼らの視覚論はプラトンによく似たタイプの外送理論であった。彼らは錯覚の具体例を多くあげて各々の原因を論じたが、エウクレイデスなどの幾何学的な視覚論を十分に取り入れてはいなかった。
このころの西ヨーロッパでは、ギリシア語文献がほとんど参照されなくなり、視覚論や光学においても、古代に成立したラテン語文献にほぼ依存していた。特に古代末期のカルキディウスによるプラトン『ティマイオス』のラテン語訳と注釈は重要な情報源であった。カルキディウスの注釈では、視覚論を原子論、プネウマ理論、そして幾何学的な理論に分けており、これらは全てプラトンの理論のある側面を取り上げたものだとした。絶大な影響力を持ったラテン教父アウグスティヌス、視覚論に触れる場合はプラトン的な理論に依っている。その他の百科全書的な書物やセネカの『自然研究』の視覚論も、ストア派又はプラトン的な外送理論である。いずれにおいても、本格的な解剖学や幾何学的な議論はなかった。この状況は11世紀末まで続く。

## 反論

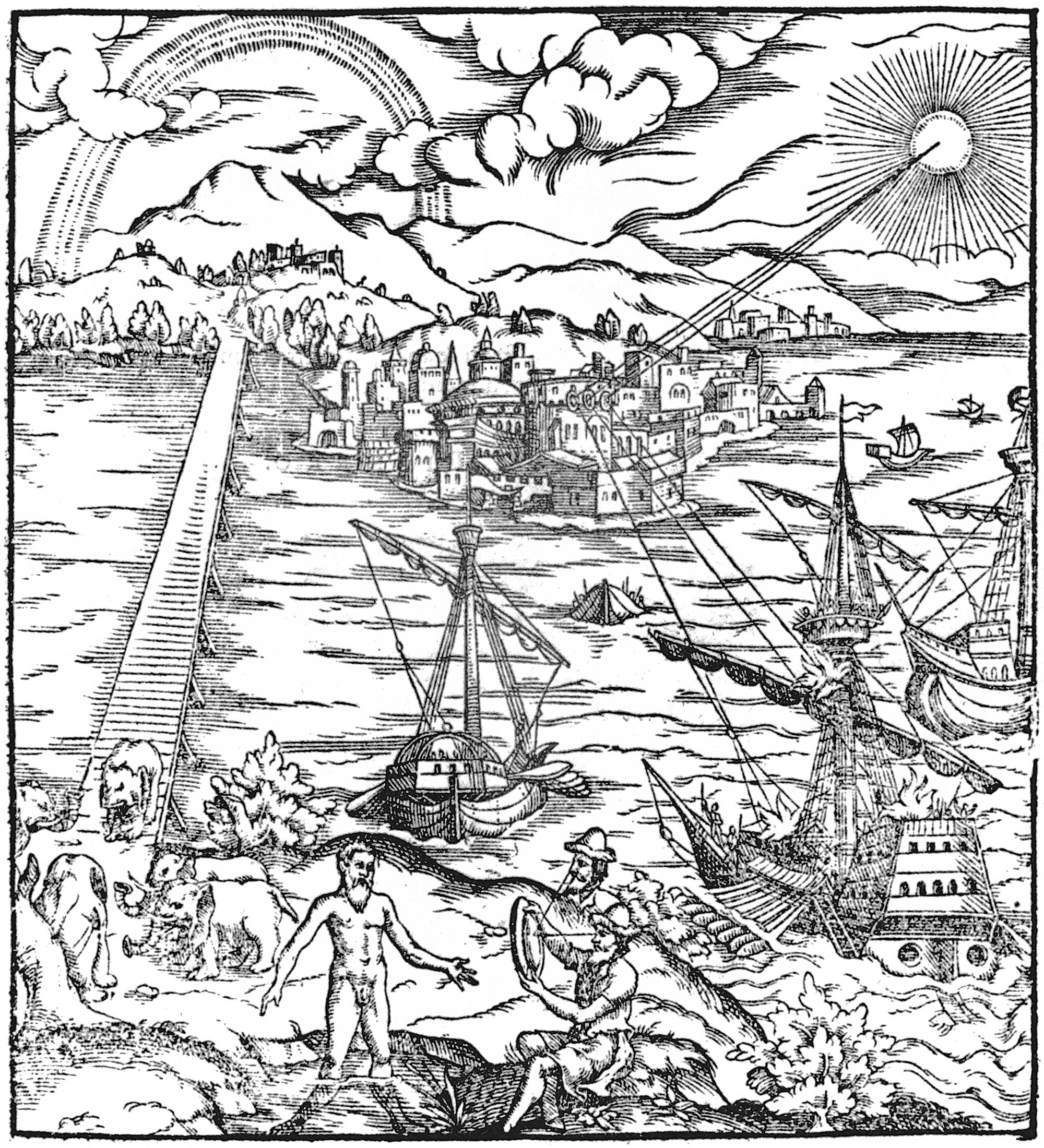
アルハーゼンの光学の書の最初の印刷されたラテン語訳を含む、オプティカエシソーラスのフロントページ。この図には、遠近効果、虹、鏡、屈折など、光学現象の多くの例が組み込まれています。

眼からの放出物が遠方まで届くことの不自然さは、少なくともアリストテレス『感覚と感覚されるもの』に見られる。ガレノスの生理学的な外送理論への最初のまとまった反論は、9-10世紀の医師アル・ラーズィー『ガレノスへの懐疑』などの著作で、強い光が眼を痛めることを指摘し、瞳孔が明るさへ反応するのは、水路のバルブと同様、光の流入をコントロールするためとした。彼自身の視覚論は内送理論だったようであるが、詳細は伝わっていない。ガレノス流の医学者で哲学者のイブン・スィーナー(10世紀-11世紀)は、様々な外送理論を分類して各々に対して徹底した批判を加えた。度同時期の、イブン・ハイサムの批判は、全てのタイプに個別に反論するかわりに、眼が光に反応していること、そして眼からの放出物が仮にあったとしても、視覚の成立に必要ではないことを、証拠を挙げて論じた。これらの批判は、いずれもラテン語にも翻訳されて広く参照された。
そもそも、外送理論に力を与えたのは幾何学的な理論であったから、これに視線論以外の基礎付けを与える試みがアリストテレス派からなされた。
例えば、古代後期から末期の、アフロディシアスのアレクサンドロスやピロポノスは、媒質の透明化に空間的な方向性を持たせる理論を提案した。これらの理論では、外送理論における視線の経路を逆にたどって、色は物体から眼に伝わるされた。ただし、発光体が影響を及ぼす先は飽くまで媒質で、光を「媒質の透明性が発揮されている状況」とみる点もアリストテレスと変わらない。一方、イブン・スィーナー(10世紀-11世紀)は、発光体が働きかける先を視覚対象の物体だとし、透明な物体の透明性は、発光体の有無を問わずに常に発揮されているとした。そして、ガレノスの解剖学も取り込み、色の伝搬に基づく折衷的な内送理論を提示して、既存の幾何学的な理論に「根拠」を与えた。彼の理論はアラビア語圏では広く知られた。
一方、イブン・ハイサム（10-11世紀）は、色を運ぶ役割を光に担わせた。そして、様々な実験を通して光の性質を明らかにし、それに基づいて眼の中における像の形成を論じた。この過程で、眼の直前に置かれた針の背後の物体の見え方など、既存の視線の理論では説明できない現象も明らかにした。理論の形成においては、プトレマイオスやキンディーなど、外送理論で生み出された理論の成果が随所で重要な役割を果たしている。ただし、イブン・ハイサムの理論には様々な問題点があり、現代に近い理論に到達するにあたっては、ケプラーやデカルトの貢献が大きい。
イブン・ハイサムの理論は、欧州では13世紀、東方では14世紀になって知られるようになる。13世紀哲学者のナスィールッディーン・トゥースィーは、明らかにイブン・ハイサム『光学』を知らない。彼はユークリッド『視学(光学)』を再構成した光学書で、「実際には視覚は流入で起こる」としているが、これはイブン・スィーナーの影響と思われる。

## 残存し続けた外送理論
アラビア語圏では、イブン・ハイサムやイブン・スィーナー以降も視線の理論は根強く残った。欧州においては、ロジャー・ベーコンやウィテロなどイブン・ハイサム流の「遠近法論者」(英：perspectivist)の理論はいち早く広まったが、同時に視線論と対立するものとは見做されず、共存していた。これには、射線の向かう方向以外、どちらの理論でも決定的な違いの出ない場合が多いという事情も手伝っていた。それゆえ、光の流入で視覚を理解していても、説明の簡単化のために視線を持ち出すこともあった。ガリレオ『星界の報告』13-14の望遠鏡の説明はその一例である。また、16世紀終わりに至るまで、ガレノス派の医師たちは、プネウマ的な外送理論に多かれ少なかれ影響を受けた。1525年のガレノス『プラトンとヒッパルコスの学説』のラテン語訳は、外送理論が今一度強くなるきっかけになった。
夜行性の動物が眼から光を出すとの説は16-17世紀まで残る。

## 幾何学的な理論
外送理論は、少なくともアリストテレスの時代（紀元前４世紀）には幾何学的な分析と強く結びつき、エウクレイデス、ヘロン、プトレマイオスらによって発展させられる。これらの理論では、眼から発して対象物の表面に至る直線(視線)を分析する。とくに、この点を強調して視線理論（英:Visual ray theory, Ray analysis）とも言う。視線は眼（の奥の一点）から発して円錐状に広がる（visual cone） 。
視線理論の視線の進行方向を逆向きにして光に置き換えれば、現代の幾何光学の理論に近いものが得られる。この理論のもと、立体視や反射および屈折による像の変形、屈折の定量的な理論といった研究が、簡単ではあるが実験も交えて進められ、視学(光学)は天文学、音楽学、釣り合いの学（静力学）などと並んで、古代～中世の「混合的な数学」(数学に基づく経験科学)の重要な一部問となった。
幾何学的な理論は、測量や遠近法といった応用とも結びついた。科学史家Mark A. Smithは、理論の基本的な概念の起源を、むしろこれらの応用に求める推測を披露している。技術的な応用に加えて、視覚の明瞭さや錯覚の問題など、哲学的な感覚論で取り上げられていた問題も扱った。
原子論やアリストテレスの理論が振るわなかった理由の一つは、幾何学的な理論の基礎とはなれなかったことが挙げられる。アリストテレス派も視線論を採用するか、あるいは折衷して取り込もうとした。
紀元前100年ころの天文学者・数学者のゲミノスおよび、古代後期のアリストテレス派のアフロディシアスのアレクサンドロスは、「視線」の理論では因果関係の方向はどちらでもよく、「幾何学的な理論は特定の視覚論に縛られない」とした。特に数学的な色彩の強いエウクレイデスの理論については、そのような方向を目指していたとする解釈は、現在もある。ただし、エウクレイデスを含めてどの論者も視線の放出を明示的にのべており、また多くの論者は積極的に理論で活用している。
古代の視学の最高峰であるプトレマイオス『視学（光学）』は、幾何学的な理論の洗練に留まらず、アリストテレスの知覚論など、視覚論の幅広い要素を高いレベルで総合しており、古代視覚論の最高峰とされる。しかし、この著作は、古代や中世前半ではほとんど参照されなかった。また、視線の反射の理論とは別に、太陽光を反射させて一点に集める鏡（burnig mirror)の問題も、幾何学の一部として研究が進んでいたが、両者は別の学問とされた。
9世紀ころから、アラビア語圏でも、主にエウクレイデスを典拠にして幾何学的な視覚論の研究が始まった。「アラブの哲学者」キンディーは「点状解析」を初めて明瞭に用い、また光と視線の間のアナロジーを盛んに用いた。
この時期、アラビア語圏では、屈折についての議論は非常に混乱していた。屈折と反射のアラビア語訳に同じ単語があてがわれてしまったこと、『アルマゲスト』や古代末期の著述家たちの混乱した説明の影響、そしてプトレマイオス『視学（光学）』があまり知られていなかったことなどが原因だと思われる。
プトレマイオス『視学（光学）』が初めて言及されるのは、10世紀のイブン・サフルによってであり、彼のスネルの法則を仮定した上での回転双曲面レンズの理論は、プトレマイオスに刺激されたものだと思われる。同じくプトレマイオスの影響を強く受けた10-11世紀のイブン・ハイサムは、キンディーの理論も大いに活用して、光を主軸にした、幾何学的な理論を取り込んだ内送理論を作る。

## ガレノスの生理学的な理論
ガレノスは、『身体諸部分の用途について』や『プラトンとヒッパルコスの学説』で眼の構造論や視覚論を展開している。
彼は、エラシストラトスやヘロフィロスなどのアレクサンドリアの医学の伝統に依拠し、自らの研究を加え、脳および神経の知覚における役割の解明に大きく貢献した。理論化の際に用いられたのは、論争相手のストア派に由来する「プネウマ」であった。視覚論もまた、プラトンおよびストア派の外送理論を融合して修正したものである。ただし、精神の中枢を心臓においたストア派やアリストテレスと異なり、ガレノスは脳に知覚と思考の中枢を置いた。また、『プラトンとヒッパルコスの学説』では、アリストテレスの視覚論を厳しく批判している。
ガレノスは眼を脳の延長と見做し、またプネウマによって変質された空気を眼の延長と見做した。像を受け取る役割をするのは水晶体だとし、プネウマの放出の源を眼球の中央に置き、水晶体を視覚の中枢とした。網膜は、水晶体の縁にまで伸びており、水晶体が受け取った像を視神経に伝えるとした。これらを支配する役割を左右の視神経が交わる視交叉に求めている。
他の外送論者や原子論者がしばしば角膜を重視したのに対して、水晶体を重視したのは白内障が視覚に及ぼす影響を根拠にしている。当時は、白内障は角膜と水晶体の間に生ずると思われており、これを(実際は水晶体を)針でずらす治療法が近代初期に至るまで用いられた。この施術に基づいた知識から、水晶体は現在よりも奥にあると思われていた。
視覚論に本格的な解剖学や生理学を導入したのは、ガレノスの功績である。それ以前も眼の構造に触れられることはあったが、例えば「湿っており透明」などの簡単な描写があるだけで、眼の構成要素が詳しく記述されることはなく、神経系の構造や働きが論じられることもなかった。
ガレノスは眼の構造を詳しく論じたが、しかし、その構造と視覚の仕組みの関係はさほど密には関連しなかった。眼の構造の詳細の知識が本格的に用いられるのは、光の流入で視覚を説明し、眼の中での像の形成を論じる必要が出てきてからである。
彼の視覚論は、他にない解剖学的・生理学的な詳細を伴っていたこともあり、特に医学者からは支持を受けやすかった。中世後期～ルネッサンス期の欧州のガレノス派の医師たちは、ガレノスの視覚論でアリストテレス派と対峙し、また両者の理論を折衷させた。『身体諸部分の用途について』の簡単な幾何学的な理論は医師たちの視野を広げ、眼の構造や機能の議論に関与するきっかけを与えた。
幾何学的な理論については、「難解過ぎて読者の興味を損なう」として積極的にはふれなかったが、『身体諸部分の用途について』第１０巻において、簡単な視線論の紹介ののち、両眼視の問題、すなわち、右目と左目で見ているにもかかわらず、なぜ一つの統一した像が得られるのかという問いについて幾何学を援用した考察をおこなっている。ガレノスは、自らの外送理論に幾何学者の分析を取り込んではいるが、両者の視覚論の相違はあまり埋められているとはいえない。

## 外送理論を論じた理論家

### アリストテレス
アリストテレスは『感覚と感覚されるもの』で外送理論を手厳しく批判する一方、『気象論』第3巻では虹と暈を視線論を用いて分析する。これらが光学的な現象であることを示したのち、「アポロニウスの円」を用いて虹と暈の形状を論じた。この論考は問題点も多かったが、後の虹の研究の出発点となる。同時に、幾何学的な分析の最古の証言でもあり、エウクレイデス以前の原初的な状況を残している可能性がある。たとえば、「水滴が小さすぎるので、像は反射されずに色のみが反射される」などといった記述から、ある程度理論の内容を伺うことが出来る。

### エウクレイデス（ユークリッド）
最古のまとまった幾何学的な視線理論は、紀元前3世紀ころ、エウクレイデスの著した『視学（光学）』『反射視学（反射光学）』である。
『視学（光学）』においては、エウクレイデスは視線を有限の幅をもつ射線とし、それらは相互に隙間を持って放たれるとした。遠方においては、隙間が多くなるゆえに視覚は明瞭でなくなり、隙間に落ちたものは見えなくなる。本書の冒頭部分では、これによって、「四角形を遠方から見ると角が丸まって見える」ことを説明した。原子論者やストア派が、距離による劣化で説明したのに対して、このエウクレイデスの説明は、新たな幾何学的な視点を付け加えた。こうして視覚の明瞭さを議論したのち、視線の間の角度と見かけの大きさが比例すると仮定して、遠近法的な問題や測量の問題を論じる。
本書は、色覚や眼の機能に触れるとこはなく、視線の物理的な実体や、どのように視覚情報が眼まで運ばれるのかといった点については、述べることはない。冒頭の視覚の明瞭さに関わる一連の議論を除けば、視線を単なる直線と解しても問題はない。特に、テキストAとよばれる系統の写本では、視線の物理的な性質に触れる場合でも、中立的な意味合いの用語を選んでいる。これらのことから、物理的議論から自由な理論の構築を目指した、という見解は古代でも現代でもある。ただし、いずれの解釈をとるにせよ、視覚の明瞭さの議論では視線の向きを外すことは難しい。
『反射視学（反射光学）』については、エウクレイデスの著作かどうか疑う見解もある。本書では、視線の反射の法則を述べ、様々な鏡による像の歪みを論じる。この際、論じられるのは、眼に映る二次元的な像ではない。「どのような立体が存在していると錯覚されるか」を論じるのである。たとえば、平面鏡であれば、左右と奥行きを反転させた物体があると我々は知覚する。凸球面鏡であれば、やや歪んで小さくなった物体が実際よりも近くにあると感じる。この問題を解くには、反射の法則だけでは明らかに足りず、奥行きの認識についての規則が必要である。本書では、平面鏡の他に凸および凹の球面鏡を扱っている。
本書の文言や論証、構成は必ずしも明瞭でなく、意図が不明な箇所もある。例えば、命題30では光線の集中（Burning mirror)を扱っているが、誤った主張であって証明も一貫せず、後世の付加の可能性もある。本書の冒頭には、用いられる原理が列挙されるが、4番目と５番目のものの意味するところについては、解釈が分かれる。また、最後の６番目の原理は屈折について触れ、「器に水を満たすと、器の底に置かれたものが浮き上がって見える」と述べているが、以降の命題の証明には用いらない。
反射の法則は、『視学（光学）』でも用いられる（命題19）。また、『反射視学（反射光学）』では、この命題19の言明を基本的な法則として掲げ、反射の法則を逆にそこから証明している。

### ヘロン
ヘロンの活躍した時期は、紀元1世紀ごろとされるが、不確定要素も多い。『反射視学（反射光学）』が現在に伝わる。本著作は、近代以前はプトレマイオスの著作とされていた。導入部で鏡の各種応用を述べ、反射視学の有用性を強調している。「背中を左右反転させずに見る鏡の配置」など、目的を最初に提示して、それを満たす平面経の配置を求める。また、視線の反射の法則と光の直進性を「目的地点に達するまでの距離を最小化する」という要請から導く。これは、フェルマーの原理の先駆とも見れる。ただし、屈折はこの議論に含まれず、光ではなく視線が対象である。
「眼を開けた瞬間に星が見える」現象は、視線が視覚対象まで到達することを仮定するタイプの外送理論の欠点とされていた。しかし、ヘロンはこの現象を「視線が無限の速さで進む」ことの証拠として、むしろ積極的に利用している。彼の議論では、「無限の速さ」が視線の直進を根拠づける。
また、視線の反射を「石と固い壁との衝突」のような、機械的な衝突との比喩で捉える。視線が反射するためには、物体の表面に隙間が無く密である必要があるという。反射しない物体は、表面に見えない細かな穴があり、そこに視線が入りこむとする。屈折についても、同様の機械的な描像を提示する。
同様の考え方は、またプトレマイオスも採用している。視線を光におきかえて、イブン・ハイサムやデカルトにまで引き継がれ、彼らの物体の衝突の緻密な分析に結びつく。また、アリストテレス派の『問題集』XVI.13では、逆に物体と（固い）床の衝突を視線の反射とのアナロジーで理解しようとしている。

### プトレマイオス
古代の幾何的な視線論の最高峰は、紀元2世紀のプトレマイオス『視学（光学）』で、エウクレイデスに比較して経験論的な傾向が強く、例えば反射や屈折の法則は実験で確認している。また、視線の物理的な実体に踏み込んだ議論が展開され、知覚や認知のプロセスにも踏み込んでいる。視線は連続的に円錐状に放出され、ストア派と同様、距離を知覚する能力を持つとした。アリストテレス派の知覚論を取り込んで錯視の原因をいくつかの階層に分類して論じ、視線が放出され像を受け取る場所を角膜だとした。反射光学での像の形成の理論は、ユークリッドよりもはるかに論旨が明瞭で、また数学的にもより高度になっている。屈折による視覚も系統的に扱っている。古代の視覚論の頂点といってよい著作だが、は古代および10世紀以前の中世ではほとんど言及されていない。
『視学（光学）』に先立つ『アルマゲスト』第１巻H13では、月の錯視に関連して屈折に触れているが、この際、「水の中にあるものは大きく見える」と述べており、『視学（光学）』が知られていなかった中世前半期には特に影響力があった。

### 古代の著述家たち
プラトン派の哲学者でもあったプルタルコス（紀元1世紀ー2世紀）は、『倫理論集（モラリア）』第ＸＩ巻「月面に現れる顔」は、月の表面の模様の正体を主題とする対話篇で、「月の真横から太陽光が照る場合、なぜ半月になるのか。反射の法則では、光はほとんど反対の方向に行ってしまうはずだ。」という問いに答える。「反射の法則は滑らかで平らな鏡だけ」とし、凹面鏡、折りたたんだ平面鏡を「反例」として挙げる。そして、月の表面も、滑らかで平らな鏡はなく、粗くて不均一で、小さな様々な方向に向いた鏡があるのと同じである、と結論する。当然、これら「反例」もまた、反射の法則の適用で説明できるが、本文中にそのことは明記されていない。
アプレイウス（紀元2世紀）は、『弁明』第15章に同時代の視覚論として原子論の他に、３種類の外送理論（プラトン、ピタゴラス派、ストア派）を挙げる。いずれも反射の法則には違いがないとし、続く第16章で反射視学の主要な結果について、簡潔だが要を得た説明をしている。
紀元4世紀ころのダミアノス（英：Damianus又はDamianos of Larissa) は、『光についての仮説(英：Optical Hypotheses)』で、外送理論による視覚論を展開する。視線を眼から出る光とし、ユークリッドのように隙間のある構造を考える。また、visual coneを美的な根拠に基づいて直円錐だとした。プトレマイオス『視学（光学）』に視線の直進性の実験的な証明がある、と証言しており、もしこれが正しければ失われた第一巻にあったと思われる。反射の法則や光の直進性の根拠としては、（当時はプトレマイオスの著作とされていた）ヘロンの『反射視学』の最小距離を用いた導出を繰り返している。屈折の方向については、反射と同様に「等しい角度」と述べ、これが何をさすのか明瞭でない。
オリュンピオドロス（495-570)はアレクサンドリアの注釈家で、アリストテレス『気象論』への注釈において、視線の反射の法則を正しく述べ、ヘロンと同様の方法で導出している。屈折については、ユークリッド『反射視学(反射光学)』の記述が繰り返される。また「反射によって物体は小さく見え、屈折によって大きく見える」と述べる。

### キンディー
キンディーは、知恵の館の中心人物で、科学的な話題を含む様々なトピックについて、200以上もの論考を残している。視覚や光は彼の哲学では重要な役割を果たしていた。現存する、関連する話題の著作としては、鏡による集光の書、空の青さの原因を考察した書などがあるが、もっとも重要なのは(反射視学を含む)幾何学的な視覚論に関する論考 De Aspectibus である。ラテン語にも訳されて広く読また。
De Aspectibus は主にユークリッドを典拠としているが、隙間のある視線の構造を批判するなど、様々な基本的な点についてユークリッドを批判し、非常に独創的である。本書ではじめて、「点状解析（英:punctiform analysis, point analysis)」とよばれる手法が明示的になった。これは、視線を放出する眼の部位を点のような小さな部分に分割し、そこから直線的に視線を全ての方向に放出させる。また、キンディーは二つのロウソクで照らされた部分がより明るくなることに注意して、視線の密度を視覚の明瞭さ結び付けた。
この手法は、後のイブン・ハイサムの光学の成立に非常に重要な役割を果たし、ケプラーにも受け継がれた。
上記において、視線と光が同じ性質を取ることが暗黙の前提とされている。視線の直進性の「証明」として述べられているのも、光の直進性の検証である。その議論の中で、ロウソクの明かりが穴を通して壁にどのように投影されるかを分析しているが、これは穴の大きさが無視できるほどには小さくないカメラ・オブスクラと同様の設定である。ただし、目的は像の投影ではなく、穴の大きさと像の崩れの関係が分析されているわけではない。

### 他の9世紀の著者
哲学者・数学者・天文学者のクスター・イブン・ルーカ―(Qusta ibn Luqa)は反射視学の論考を残している。ガレノスに倣って、プネウマが神経を通って眼と脳を繋ぐとするが、視線に関する記述はエウクレイデスに似る。
アフマド・イブン・イーサ―(Ahmad ibn Isa)は、『ユークリッドの視覚の理論に基づく視学と鏡』を著したこと意外、何も伝わっていない。著作の内容から9世紀に活躍したとする見解が多い。本書は視学、反射視学、光を集める鏡の配置（burning mirror）、眼の構造や仕組み、眼の病や視覚の異常、虹や暈の理論など、光と視覚に関する様々な話題をあまり相互に関連させることなく網羅する。視覚論においては、眼からの放出物が太陽に照らされた空気を変容させるとする点はガレノスやストア派に近いが、眼からの放出を太陽光とは異なった種類の「光」とし、円錐状に広がる空気の変容も「射線」と表現する。遠距離の四角形が丸く見える現象については、ユークリッドのように視線の隙間を用いるのではなく、四角形の対角線と一辺の長さの差が眼の解像度以下になるからだ、としている。 